# Open Season 3
Open Season 3 (bra: O Bicho Vai Pegar 3; prt: Boog & Elliot 3) é um filme de animação de 2010, e o terceiro filme da franquia Open Season, produzida pela Sony Pictures Animation.

## Elenco
- Matthew J. Munn como Boog / Doug
- Melissa Sturm como Giselle / Ursa
- Maddie Taylor como Elliot / Ian / Reilly / Buddy / Deni
- Ciara Bravo como Giselita
- Karley Scott Collins como Gisela
- Dana Snyder como Alistair
- Georgia Engel como Bobbie
- Cody Cameron como Salsicha / Nate
- Crispin Glover como Fifi
- André Sogliuzzo como McSquizzy
- Harrison Fahn como Elvis
- Steve Schirripa como Roberto
- Fred Stoller como Stanley
- Sean Mullen como Roger
- Nika Futterman como Rosie
- Michelle Murdocca como Maria
- Danny Mann como Serge

## Lançamento
Como Open Season 2, o filme foi lançado nos cinemas em países diferentes: 
- Rússia - 21 de outubro de 2010
- Cazaquistão - 21 de outubro de 2010
- México - 29 de outubro de 2010
- Turquia - 3 de dezembro de 2010
- Líbano - 16 de dezembro de 2010
- Emirados Árabes Unidos - 23 de dezembro de 2010
- Grécia - 24 de fevereiro de 2011
- Colômbia - 18 de março de 2011
- Rússia - 21 de outubro de 2010

### Home media
O filme foi lançado em DVD e Blu-ray, nos Estados Unidos em 25 de janeiro de 2011.

## Sequência
Uma sequência, intitulada Open Season: Scared Silly, foi lançada em DVD na primavera de 2016 nos Estados Unidos. Ele foi dirigido por David Feiss e animado pela Rainmaker Entertainment.

## Produção
O filme foi animado pela Reel FX Creative Studios, que também produziu a animação de O Bicho Vai Pegar 2.